# Cucharmoy

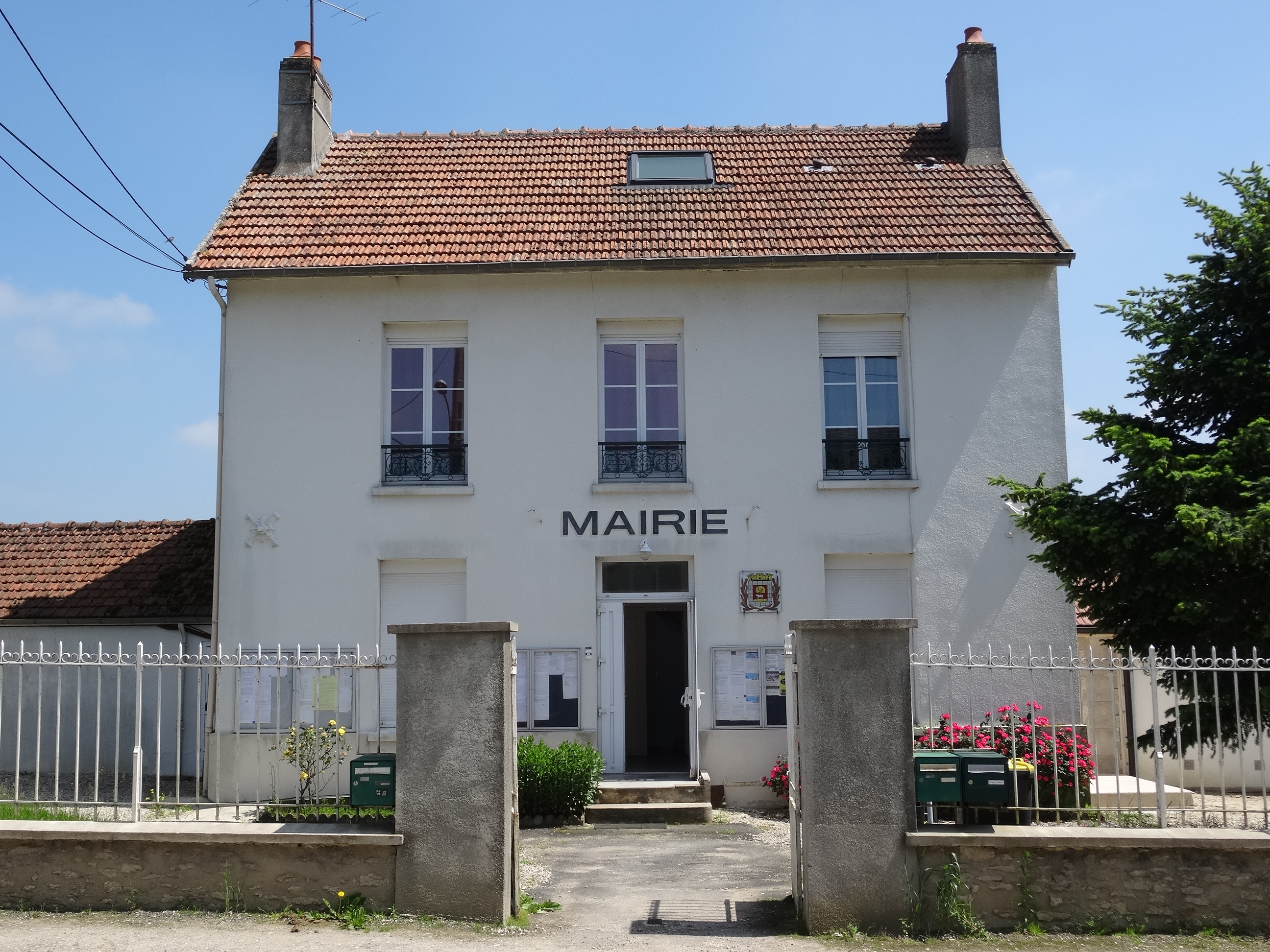
Rathaus (Mairie) von Cucharmoy

Cucharmoy ist eine Ortschaft in der französischen Gemeinde Chenoise-Cucharmoy und eine ehemalige Gemeinde mit zuletzt 225 Einwohnern (Stand 1. Januar 2016) im Département Seine-et-Marne in der Region Île-de-France. Sie gehörte zum Arrondissement Provins und zum Kanton Provins.
Mit Wirkung vom 1. Januar 2019 wurde die früheren Gemeinden Chenoise und Cucharmoy zur Commune nouvelle Chenoise-Cucharmoy zusammengeschlossen. Die ehemaligen Gemeinden haben in der neuen Gemeinde jedoch keinen Status als Commune déléguée. Der Verwaltungssitz befindet sich in Chenoise.

## Bevölkerungsentwicklung
- 1962: 249
- 1968: 223
- 1975: 185
- 1982: 195
- 1990: 196
- 1999: 223

## Sehenswürdigkeiten

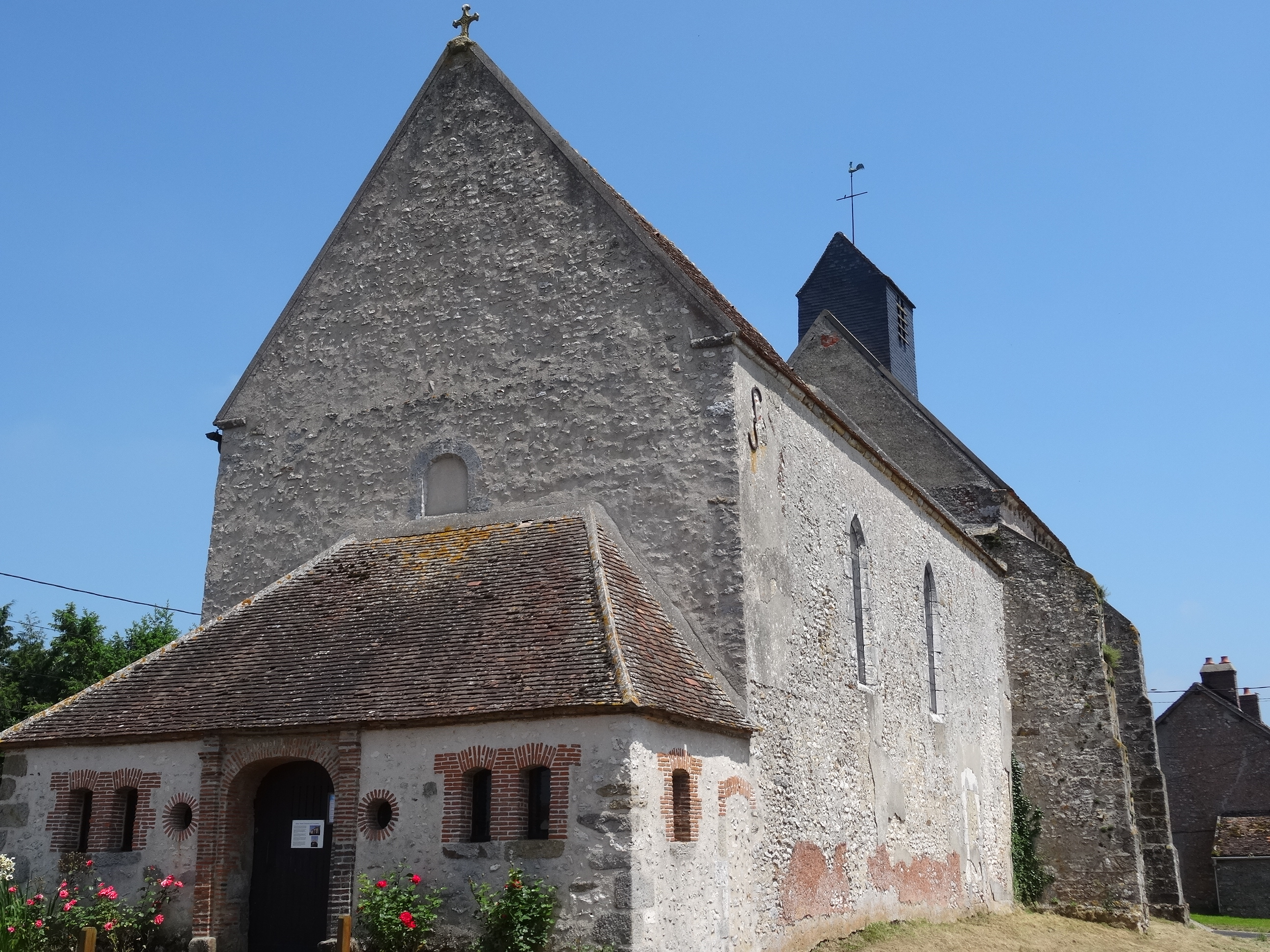
Kirche Sainte Geneviève

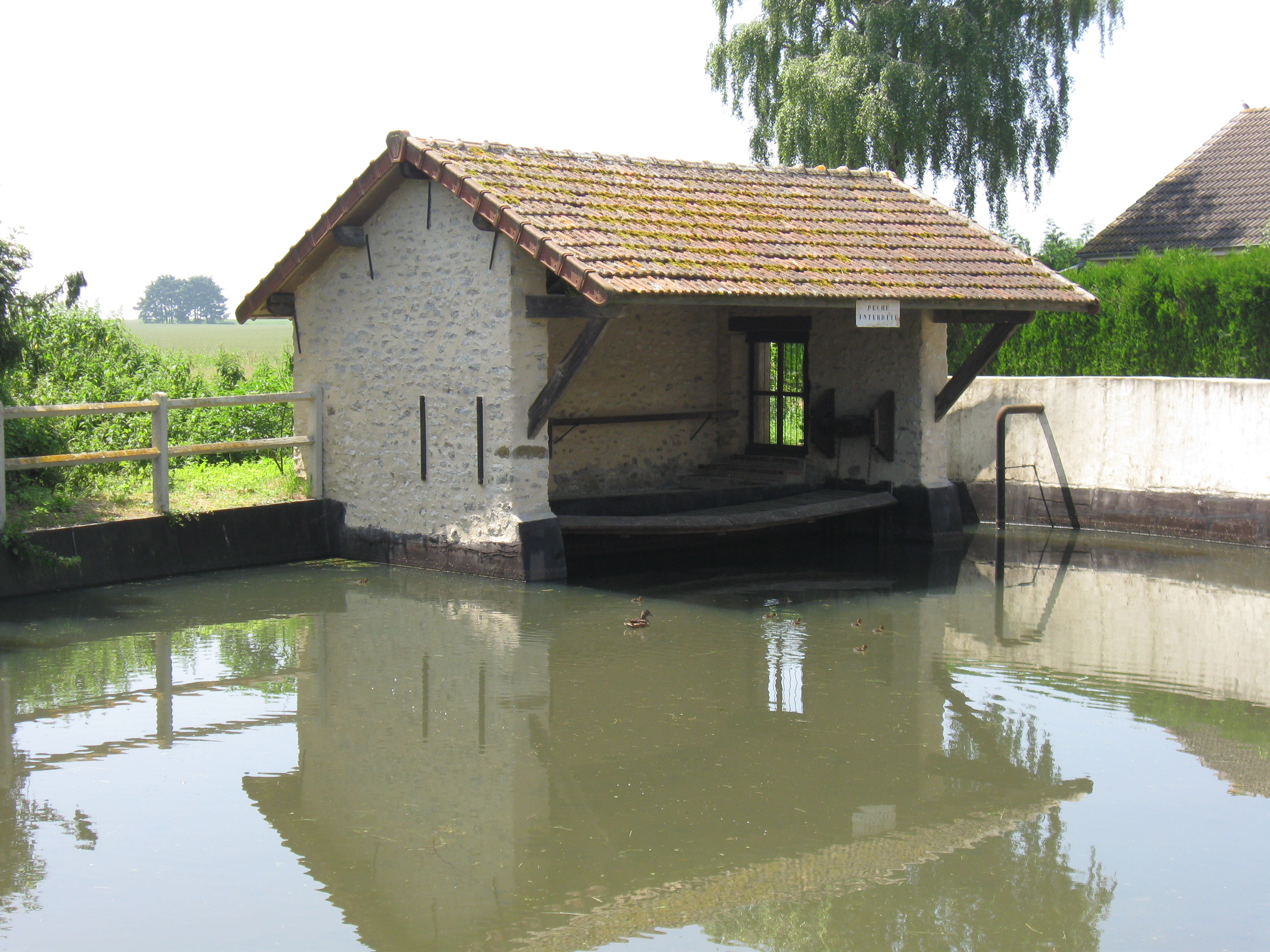
Waschhaus

- Ruinen des Schlosses Le Plessis im Ortsteil Le Plessis-aux-Tournelles
- Kirche Sainte-Geneviève (Monument historique)
- Waschhaus aus dem 19. Jahrhundert